# Puente ferroviario Biobío (Coihue)
El puente Biobío es un puente ferroviario sobre el río Biobío, entre las comunas chilenas de Los Ángeles y Negrete, cerca de la localidad de Coihue. Forma parte de la línea férrea de la Red Sur de la Empresa de los Ferrocarriles del Estado (EFE), anteriormente el antiguo Ferrocarril Talcahuano - Chillán - Angol, y permite conectar las estaciones de Santa Fe y Coihue. Fue construido en los talleres de la empresa Lever, Murphy & Co., en Caleta Abarca, Viña del Mar en 1890. 

## Descripción
De vía superior, es un puente de superestructura metálica en viga de celosía. La estructura se divide en 10 tramos de 50 metros de luz, formando un puente de 500 metros de largo. Descansa sobre pares de machones tubulares de fierro de 2,4 metros de diámetro, rellenos con hormigón y enterrados unos 12 metros sobre el fondo del río, con estribos de mampostería. La altura del riel está entre los 10 y 14 metros, dependiendo del caudal del río. El puente pesaba originalmente unas 1.100 toneladas de fierro y usaba una rejilla denominada Monier de 5 metros de altura. En 1931 se reforzó mediante suspensión de las vigas por medio de una cadena parabólica anclada a los estribos, y posteriormente alrededor de 1947, se reforzó directamente cambiando la celosía a una tipo Warren.

## Historia
El puente fue encargado por la Dirección de Obras Públicas como reemplazo a puentes provisionales que existían en la zona. Fue proyectado por Enrique Budge Prats, ingeniero de EFE, con adiciones menores del ingeniero Domingo V. Santa María. Sus planos fueron aprobados a fines de 1888 y su construcción fue solicitada por licitación pública, en conjunto con el puente ferroviario Laja, por decreto supremo n.° 24 de 9 de enero de 1889 del Ministerio de Industria y Obras Públicas.
Sólo dos empresas enviaron propuestas: el sindicato estadounidense North and South Construction Company, y la empresa chilena Lever, Murphy y Compañía de Valparaíso. Esta última ganó la licitación, por ajustarse su oferta fielmente a los planos, y le fue adjudicada la obra por decreto supremo n.° 311, del mismo ministerio, con fecha de 7 de febrero de 1889 en $ 480.000 pesos de la época. Se le otorgaba un plazo de 18 meses a la empresa Lever Murphy para la entrega del puente, quedaría sujeto a supervisión directa de los ingenieros de Obras Públicas y a pruebas de resistencia. Se informaría cada quincena el estado de la obra por publicaciones en el Diario Oficial.
El convenio se firmó el 2 de marzo de 1889 y las faenas empezaron en conjunto con el puente Laja, dándole prioridad a este último. Recién el julio de ese año se informaba de acarreo de materiales y trazados de línea férrea provisionales para el Biobío, estimando el inicio de faenas para agosto sobre el río. Para ese mes ya había 40 hombres trabajando los estribos y en septiembre se comenzaba a levantar el andamio de servicio. A mediados de octubre comenzó la hincadura de los cilindros mediante dragas y había 320 hombres en faena, pero a fines de mes Lever Murphy informaba un suelo inesperadamente duro.
Hincar con dragas no resultó, ya que se pudo enterrar sólo 80 centímetros de un cilindro en 2 días, luego se optó por el método de aire comprimido y se montaron plantas apropiadas en ambas riberas para trabajar por ambas partes. Con esa mejora, ya en diciembre, la empresa informaba que pudo enterrar 3 cilindros 9 metros en 20 días sobre el lecho de río. Además, se comenzaba la armadura de la superestructura en algunos tramos. La faena fue dura y se retrasó por un accidente en febrero de 1890 donde se perdió una grúa por fallas en el andamio. De todas formas, en abril de 1890 había 9 machones enterrados y rellenos de concreto; además, varios tramos de las vigas estaban terminados. En junio de ese año el puente estaba casi terminado, y se esperaba su entrega a pruebas a mediados de julio.
Las pruebas de resistencia se llevaron a cabo en diciembre de 1890. Estas consistieron en correr y estacionar una locomotora cargada con 91 toneladas en los diferentes tramos del puente. Se midió una flecha de 0,75 pulgadas y oscilación lateral imperceptible.